# Отворено првенство Катара за мушкарце 1994.
Отворено првенство Катара за мушкарце 1994 (познат и под називом Qatar ExxonMobil Open 1994) је био тениски турнир који је припадао АТП Светској серији у сезони 1994. То је било друго издање турнира који се одржао на комплексу у Дохи у Катару од 3. јануара 1994. — 10. јануара 1994. на тврдој подлози.

## Носиоци
| Држава | Играч             | Позиција1 | Носилац |
| ------ | ----------------- | --------- | ------- |
| САД    | Пит Сампрас       | 1         | 1       |
| НЕМ    | Михаел Штих       | 2         | 2       |
| ШВЕ    | Стефан Едберг     | 5         | 3       |
| ХРВ    | Горан Иванишевић  | 7         | 4       |
| НЕМ    | Марк-Кевин Гелнер | 32        | 5       |
| ШПА    | Хавијер Санчез    | 34        | 6       |
| РУС    | Андреј Черкасов   | 37        | 7       |
| ШВЕ    | Магнус Ларсон     | 39        | 8       |

- 1 Позиције од 27. децембра 1993.[1]

### Други учесници
Следећи играчи су добили специјалну позивницу за учешће у појединачној конкуренцији:
- Шузо Мацуока
- Анри Леконт
- Гари Мулер

Следећи играчи су ушли на турнир кроз квалификације:
- Карим Алами
- Фернон Вибир
- Фредерик Виту
- Ларс Рехман

## Носиоци у конкуренцији парова
| Држава | Играч       | Држава | Играч        | Носиоци |
| ------ | ----------- | ------ | ------------ | ------- |
| ХОЛ    | Јако Елтинг | ХОЛ    | Паул Хархојс | 1       |
| САД    | Лук Џенсен  | САД    | Марфи Џенсен | 2       |
| САД    | Скот Мелвил | ЈАФ    | Гари Мулер   | 3       |
| ШВЕ    | Хенрик Холм | ШВЕ    | Андерс Јерид | 4       |

### Други учесници
Следећи играчи су добили специјалну позивницу за учешће у конкуренцији парова:
- Стефан Едберг/ Пит Сампрас
- Горан Иванишевић/ Анри Леконт

## Шампиони

### Појединачно
Стефан Едберг је победио  Паула Хархојса са 6:3, 6:2.
- Едбергу је то била прва (од три) титуле у сезони и 38-ма (од 41) у каријери.

### Парови
Оливије Делетр /  Стефан Симијан су победили  Шелбија Канона /  Бајрона Талбота са 6:3, 6:3.
- Делетру је то била прва (од четири) титуле у сезони и трећа (од 15) у каријери.
- Симијану је то била прва (од две) титуле те сезоне и прва (од две) у каријери.